# Halsbrücke

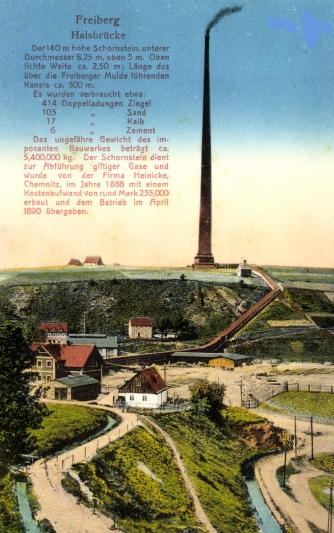
Hohe Esse Halsbrücke um 1900

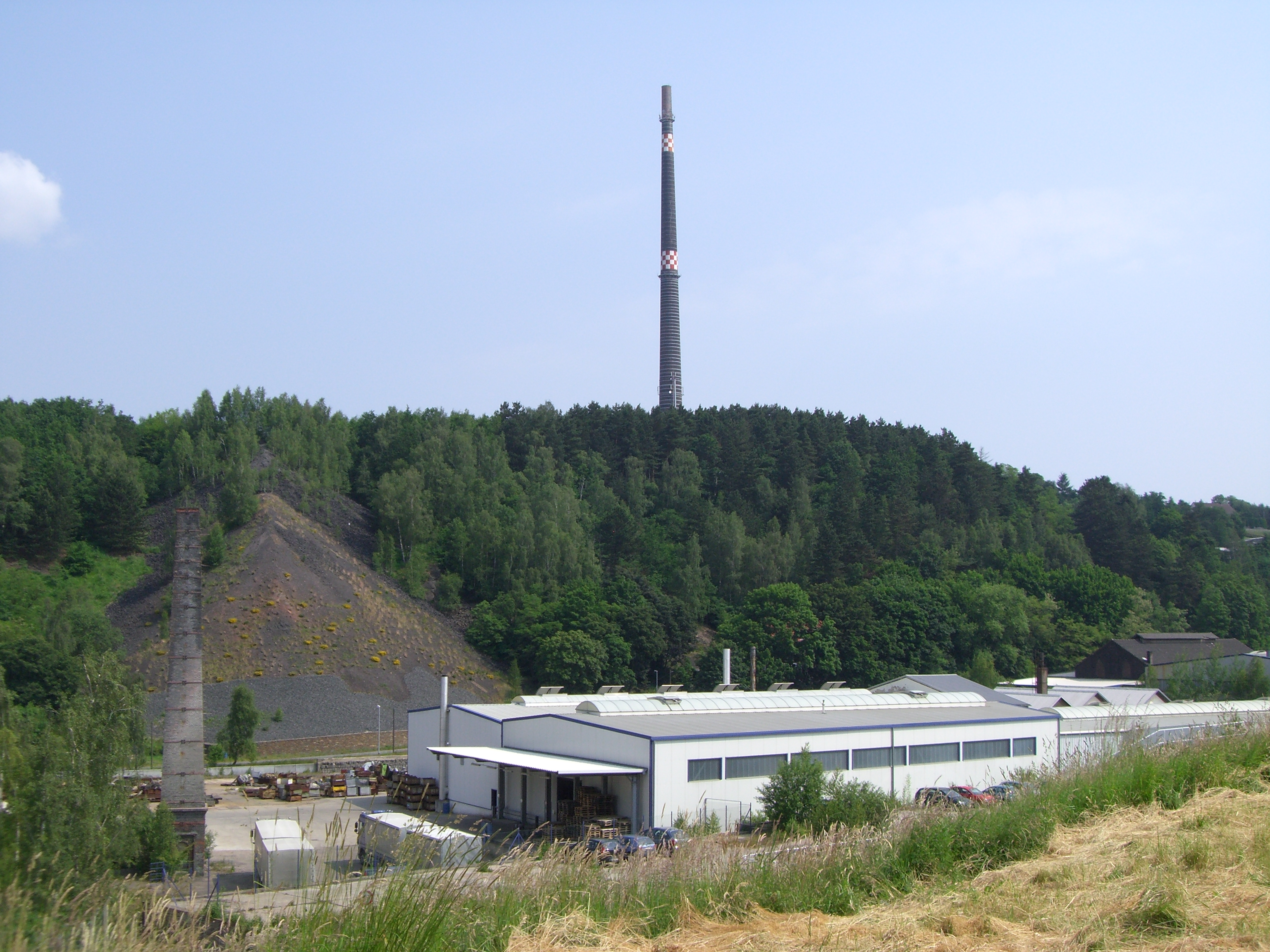
Schlackenhalde „Hohe Esse“, davor die Feinhütte Halsbrücke

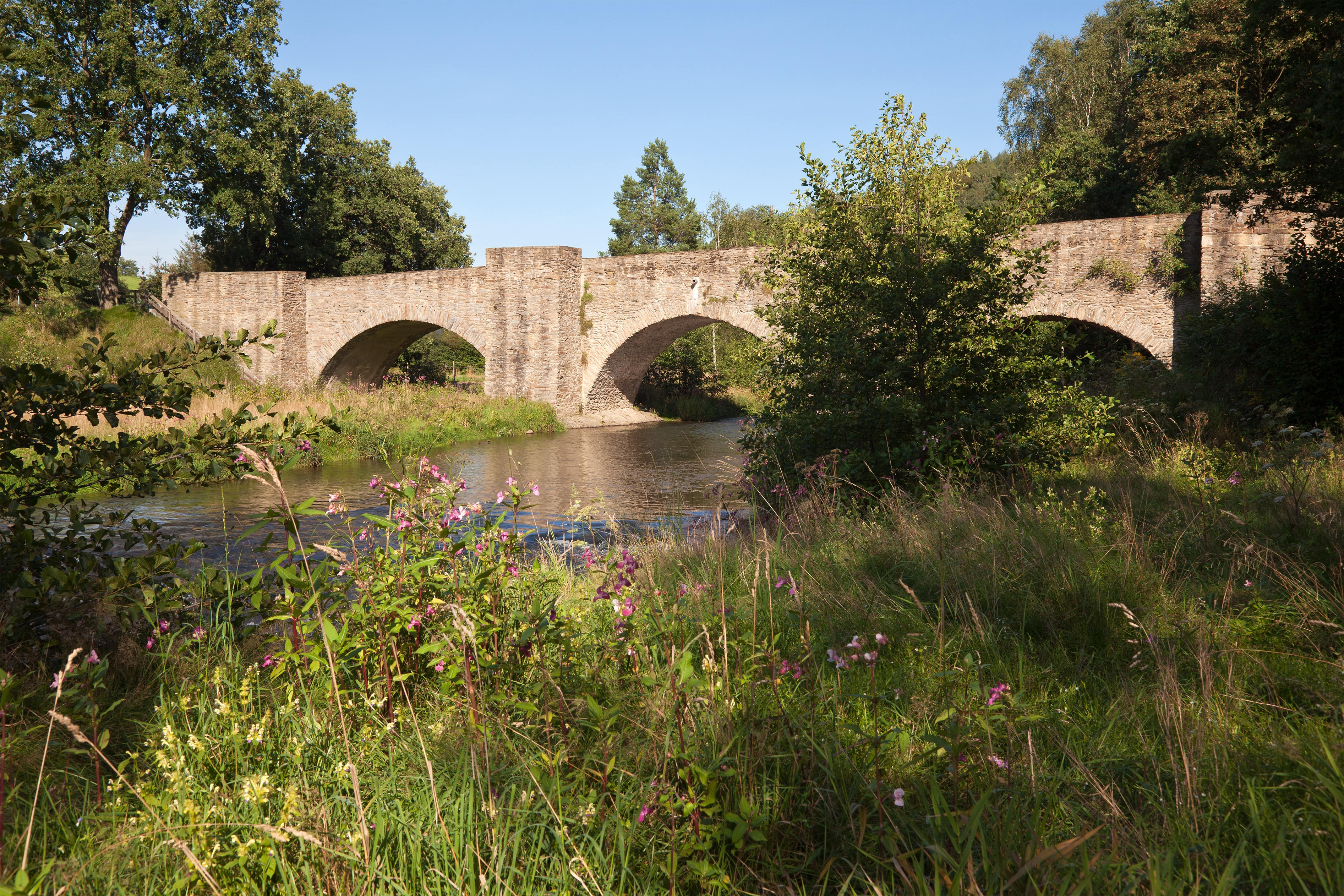
Altväterbrücke. Der parallel zu ihr verlaufene Aquädukt wurde 1690 erbaut und 1893 gesprengt.

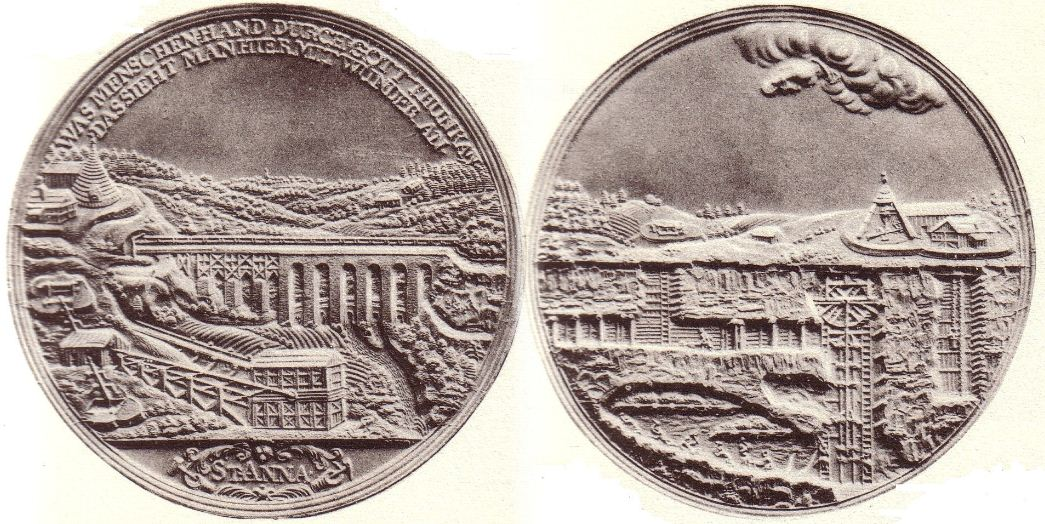
Medaille 1690, Münzstätte Dresden. Auf der Vorderseite die Altväter-Wasserleitung (Aquädukt), auf der Rückseite die Fundgrube St. Anna.

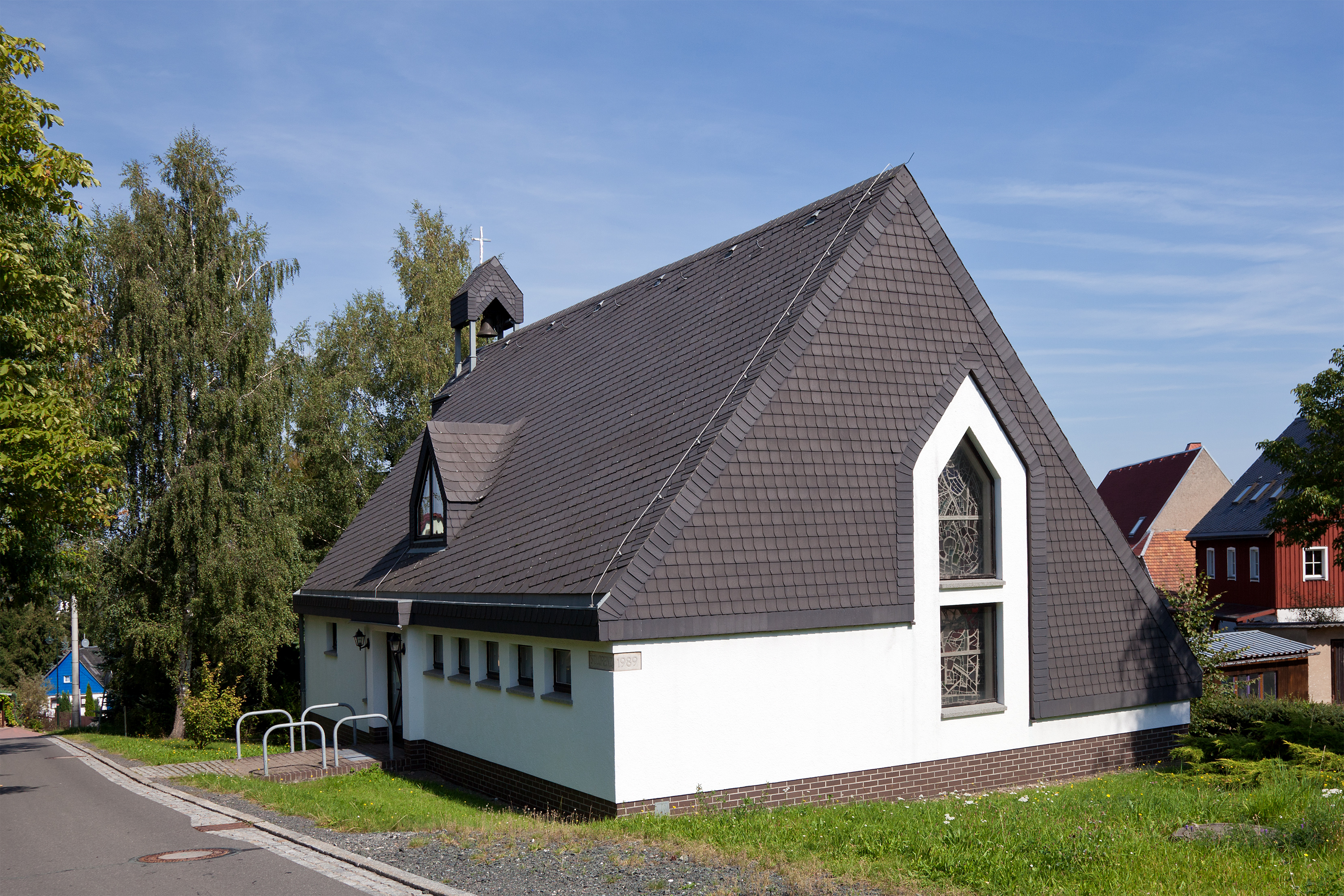
St.-Lorenz-Kirche

Halsbrücke ist eine Gemeinde im Landkreis Mittelsachsen.

## Geographie
Halsbrücke liegt 5 km nördlich von Freiberg, ca. 25 Kilometer von Dresden entfernt, auf dem linken Ufer der Freiberger Mulde, die hier eine größere Flussschleife beschreibt. Der Ort hat eine Nord-Süd-Ausdehnung von etwa einem Kilometer und eine Ost-West-Ausdehnung von etwa zwei Kilometern. Der tiefste Punkt liegt bei etwa 296 m ü. NN und der höchste Punkt bei etwa 375 m ü. NN.
Zum Ortsteil Halsbrücke der gleichnamigen Gemeinde gehören neben Halsbrücke die Gemeindeteile Hals und Neubau am linken Ufer der Freiberger Mulde sowie Sand mit Grüneburg am rechten Ufer der Freiberger Mulde.

### Nachbargemeinden
Angrenzende Gemeinden sind Bobritzsch-Hilbersdorf, Freiberg, Großschirma und Reinsberg (alle im Landkreis Mittelsachsen) sowie Wilsdruff und Tharandt im Landkreis Sächsische Schweiz-Osterzgebirge.

### Gemeindegliederung
Zur Gemeinde Halsbrücke zählen folgende Ortsteile:
- Conradsdorf mit den Gemeindeteilen Kleinsiebenlehn, Hinterhäuser und Gegentrum
- Erlicht
- Haida
- Halsbrücke mit den Gemeindeteilen Neubau, Sand, Grüneburg und Hals
- Hetzdorf mit seinen Ortsteilen Wüsthetzdorf, Neuwüsthetzdorf, Hutha, Herrndorf
- Krummenhennersdorf mit Gemeindeteil Forsthäuser
- Niederschöna
- Oberschaar
- Tuttendorf

## Geschichte

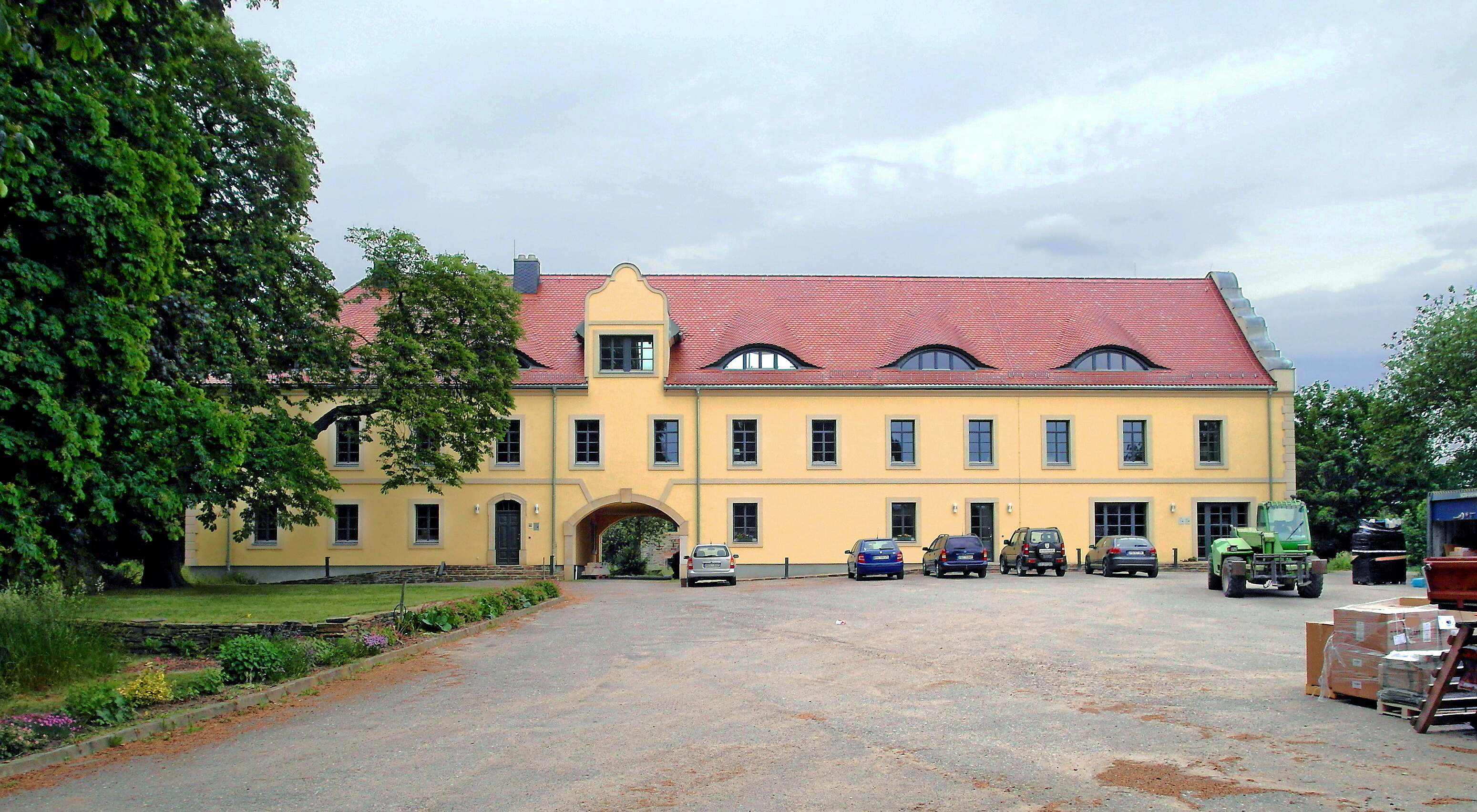
Halsbrücke-Neubau, Rittergut, Herrenhaus 2015

Das als Inselgut im Lehnbuch von Markgraf Friedrich III. von Meißen 1349 erstmals bezeichnete Vorwerk und spätere Kanzleilehngut „zcu dem Halse“ lag am südlichen „halsförmigen“ Rücken der großen Muldenschlinge nordwestlich des Ortes. Das Gut „Hals“ gehörte ursprünglich dem Kloster Altzella, seit dem 16. Jahrhundert gehörte es der Stadt Freiberg.
In die späteren Ortsnamen czu der brucken am Hals (1441), an der Halßbrücken (1654), Halßbrücke (1706) ist die früher vorhandene Muldenbrücke oberhalb der jetzigen Straßenbrücke mit einbezogen. Um 1791 wird Halsbrücke als Bergflecken bezeichnet. Das Vorwerk Neubau, etwa um 1600 im Bereich des Rittergutes Hals angelegt, war ein Erblehngut, das ursprünglich Pudewitzsches Vorwerk hieß.
Der frühere Ortsteil Sand (1778 aufn Sande, 1796/1804 „das Dorf Sand“) am anderen Ufer der Freiberger Mulde entstand Ende des 17. Jahrhunderts auf dem Erlerschen Gut, welches zum Rittergut Krummenhennersdorf gehörte. Zu Sand gehörte die kleine Siedlung Grüneburg.
Die Freiberger Mulde bildete im Bereich von Halsbrücke bis ins 19. Jahrhundert die Grenze zweier landesherrlicher Verwaltungsbezirke. Halsbrücke und die Vorwerke Hals und Neubau am linken Ufer der Freiberger Mulde lagen bis 1856 im kursächsischen bzw. königlich-sächsischen Kreisamt Freiberg. Sand und Grüneburg am rechten Ufer der Freiberger Mulde gehörten dagegen bis 1836 zum Kreisamt Meißen, erst dann wurden sie ebenfalls dem Kreisamt Freiberg angeschlossen.
1856 kamen Halsbrücke und Sand zum Gerichtsamt Freiberg und nach Trennung von Justiz und Verwaltung 1875 zur Amtshauptmannschaft Freiberg. Im Jahr 1933 erfolgte die Eingemeindung von Sand nach Halsbrücke.
Halsbrücke hatte keine eigene Kirche. Der Ort war nach Tuttendorf gepfarrt. Die Kirche St. Lorenz am Schulberg in Halsbrücke wurde 1985 bis 1991 erbaut und 1992 geweiht. Von 1890 bis 1975 war Halsbrücke Endpunkt der Nebenbahn Freiberg–Halsbrücke.
Durch die zweite Kreisreform in der DDR kam die Gemeinde Halsbrücke im Jahr 1952 zum Kreis Freiberg im Bezirk Chemnitz (1953 in Bezirk Karl-Marx-Stadt umbenannt), der ab 1990 als sächsischer Landkreis Freiberg fortgeführt wurde und im Jahr 2008 im Landkreis Mittelsachsen aufging.

### Bergbau und Verhüttung
Der zum Freiberger Revier zählende Bergbau und die Verhüttung sind eng mit der Geschichte von Halsbrücke verbunden. Die erste Erwähnung einer Grube war 1519 St. Lazarus beim Halshaus.
Im Jahr 1612 legten die Gruben St. Lorenz und Rheinischer Wein eine eigene gewerkschaftliche Hütte an, aus welcher 1663 die Halsbrücker Schmelzhütte hervorging. Von dem nach einem Brand von 1792 bis 1794 neu errichteten kurfürstlichen Amalgamierwerk ist der Südflügel noch vorhanden.
Im Jahre 1862 entstand in der Halsbrücker Hütte eine Goldscheideanstalt, die überwiegend nicht aus Sachsen kommende Rohkonzentrate verarbeitete. Ab 1888 stellte man auf das Plattnersche Extraktionsverfahren mit Chlor um und seit 1903 arbeitete die Goldgewinnung mit einem elektrolytischen Verfahren.
Wilhelm August Lampadius errichtete 1815 die erste europäische Leuchtgasanstalt in der Hütte Halsbrücke. 1853 wurde eine Bleiwarenfabrik, 1862 eine Goldscheideanstalt und 1865 eine Schwefelsäurefabrik gegründet. Für die Planung zur Verlegung der Dresdner Münze wurde gegen Ende des 19. Jahrhunderts unter anderem als neuer Standort die Halsbrücker Hütten vorgeschlagen. Die Hüttenleitung wies darauf hin, „dass erst kürzlich eine zweite Mahlmühle vom Staat gekauft worden sei, die genügend Wasserkraft besitze und Halsbrücke alles biete, was beide Orte (Pulvermühle in Dresden-Löbtau und Muldenhütten) zusammen kaum zu bieten vermögen.“ Die Regierung entschied sich jedoch für die geplante Münzstätte Muldenhütten.
Die 1888/98 erbaute Halsbrücker Esse mit zugehörigem 500 Meter langen Rauchkanal zur Ableitung der Rauchgase der Halsbrücker Schmelzhütten, als „Hohe Esse“ von Halsbrücke Wahrzeichen des Ortes, war einst höchster Schornstein der Welt.
Im Jahr 1709 entstand die Gewerkschaft Halsbrücker Vereinigt Feld durch Zusammenschluss der Hauptgruben (1746 eingestellt). 1861 begann man mit dem „Wiederangriff der Tiefbaue auf dem Halsbrücker Spat“ mit der Grube Beihilfe Erbstolln, die von 1874 bis zur Stilllegung im Jahr 1900 7171 kg Silber lieferte. Die Wiederinbetriebnahme erfolgte 1935. Die letzten Nutzung war im Jahre 1968.
Die Schlackenhalde Hohe Esse, auch Seilbahnhalde genannt, wurde 1917 errichtet, da für die Verbringung der Schlacke aus der Halsbrücker Bleihütte das Tal der Mulde nicht mehr ausreichte. Dort lagern bis zu 285.000 t Bleischlacke.
Das 8. Lichtloch des Rothschönberger Stollns mit Treibehaus für eine Dampfförderanlage, 1872 errichtet, und die Kaue des Stollns von 1865 befinden sich westlich am Muldenhang. Das Treibehaus wurde 1990 vollständig neu aufgebaut. Die Kaue des 8. Lichtlochs ist noch original erhalten. Das 7. Lichtloch des Stollns befindet sich etwa 800 m westlich davon. Die Anlage war von 1844 bis 1876 in Betrieb. Die erhaltenen übertägigen Anlagen des 7. Lichtlochs sind die Bergschmiede und das 1844 errichtete Pulverhaus, das 1850 errichtete Treibehaus sowie Teile des Aufschlaggrabens und teilweise freigelegte Radstuben.

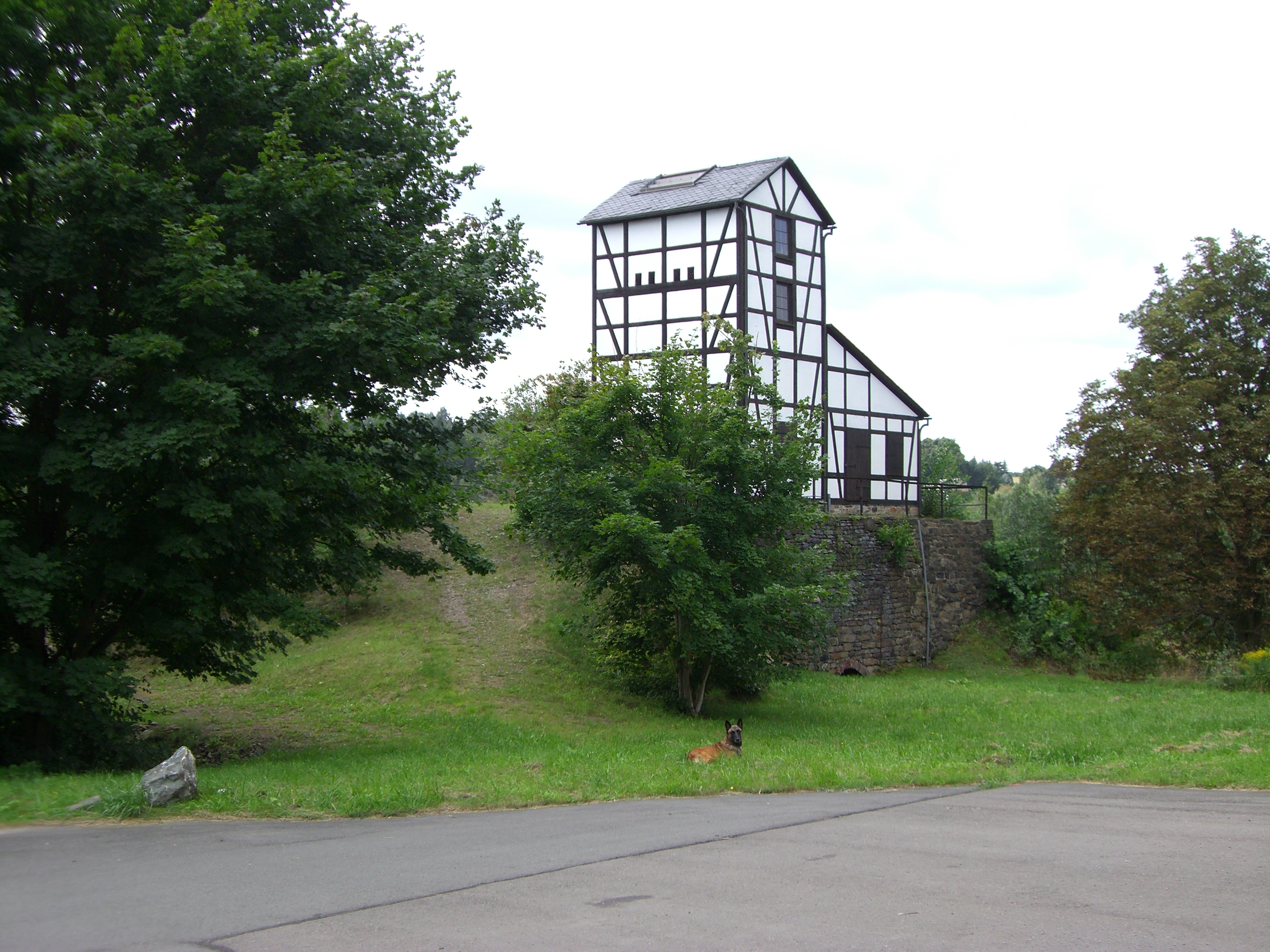
Treibehaus, 8. Lichtloch
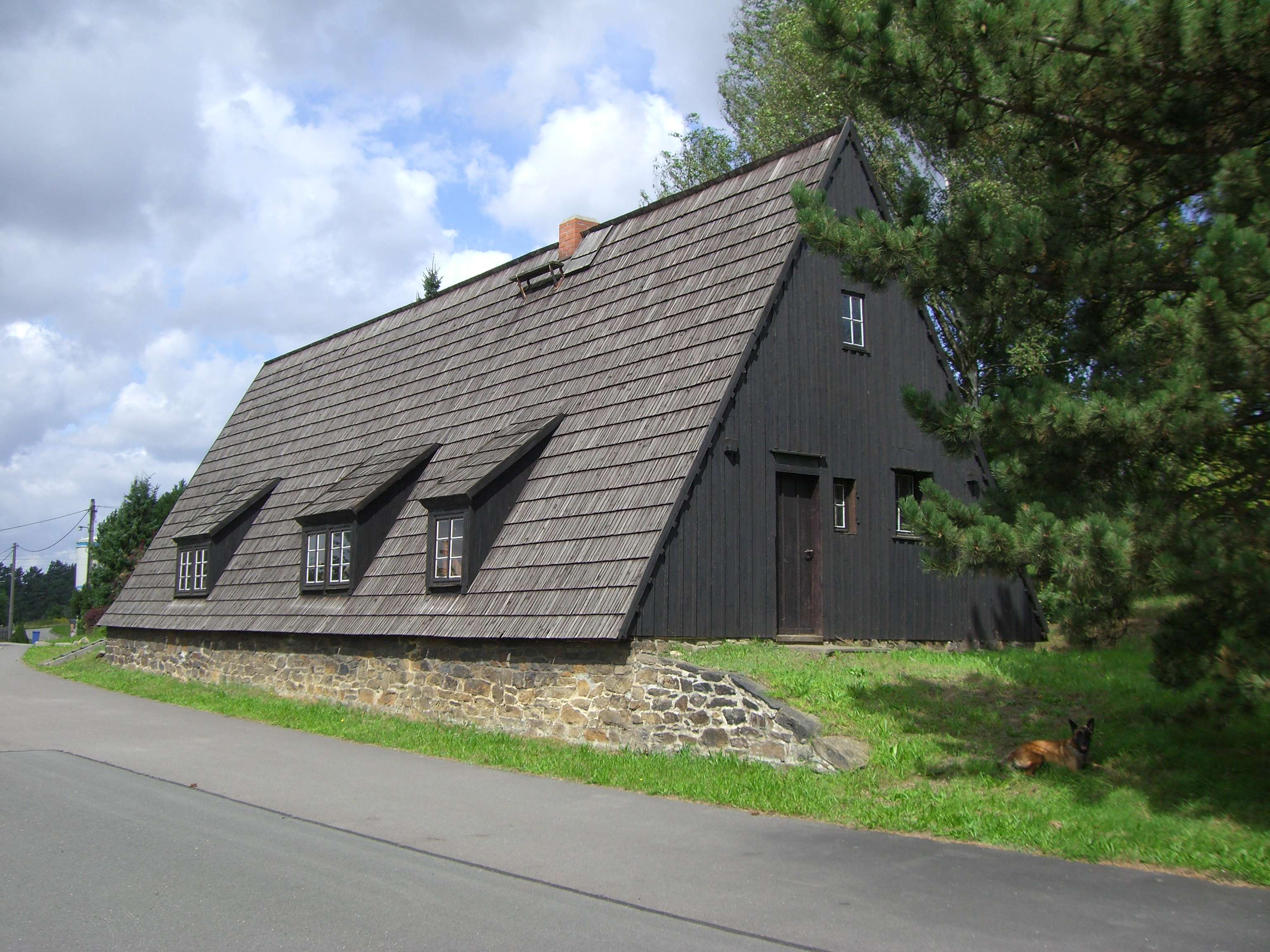
Kaue, 8. Lichtloch
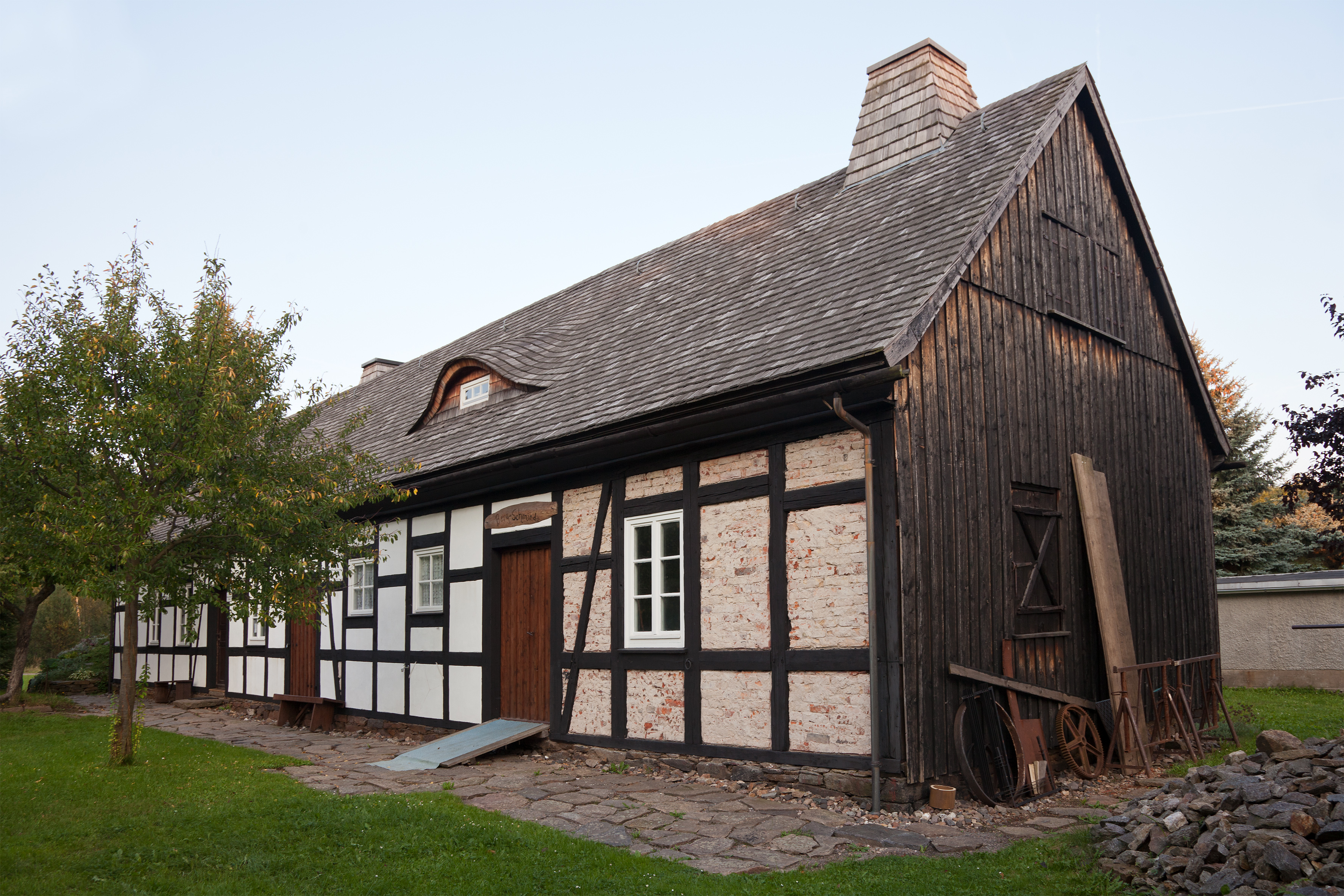
Bergschmiede, 7. Lichtloch
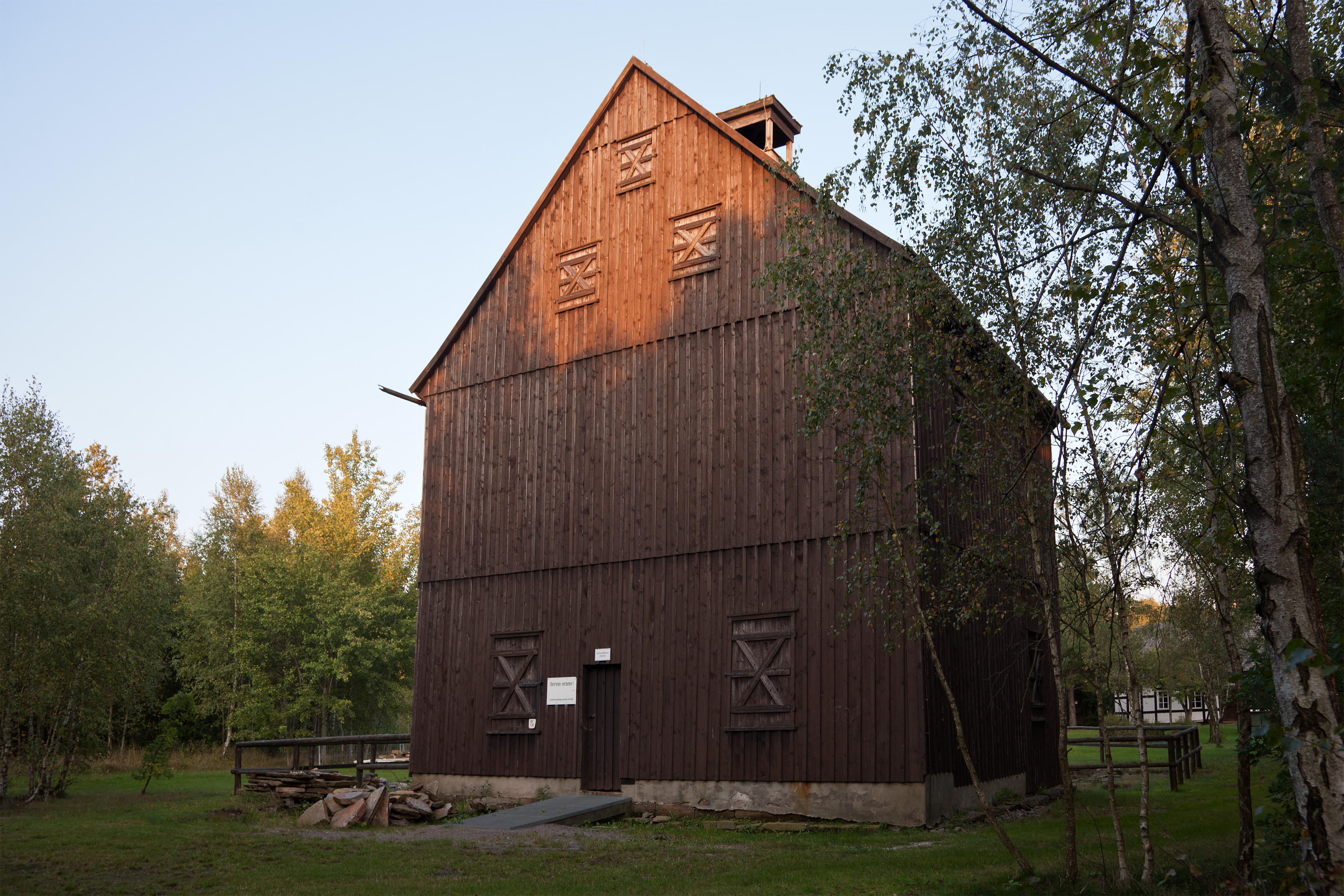
Treibehaus, 7. Lichtloch
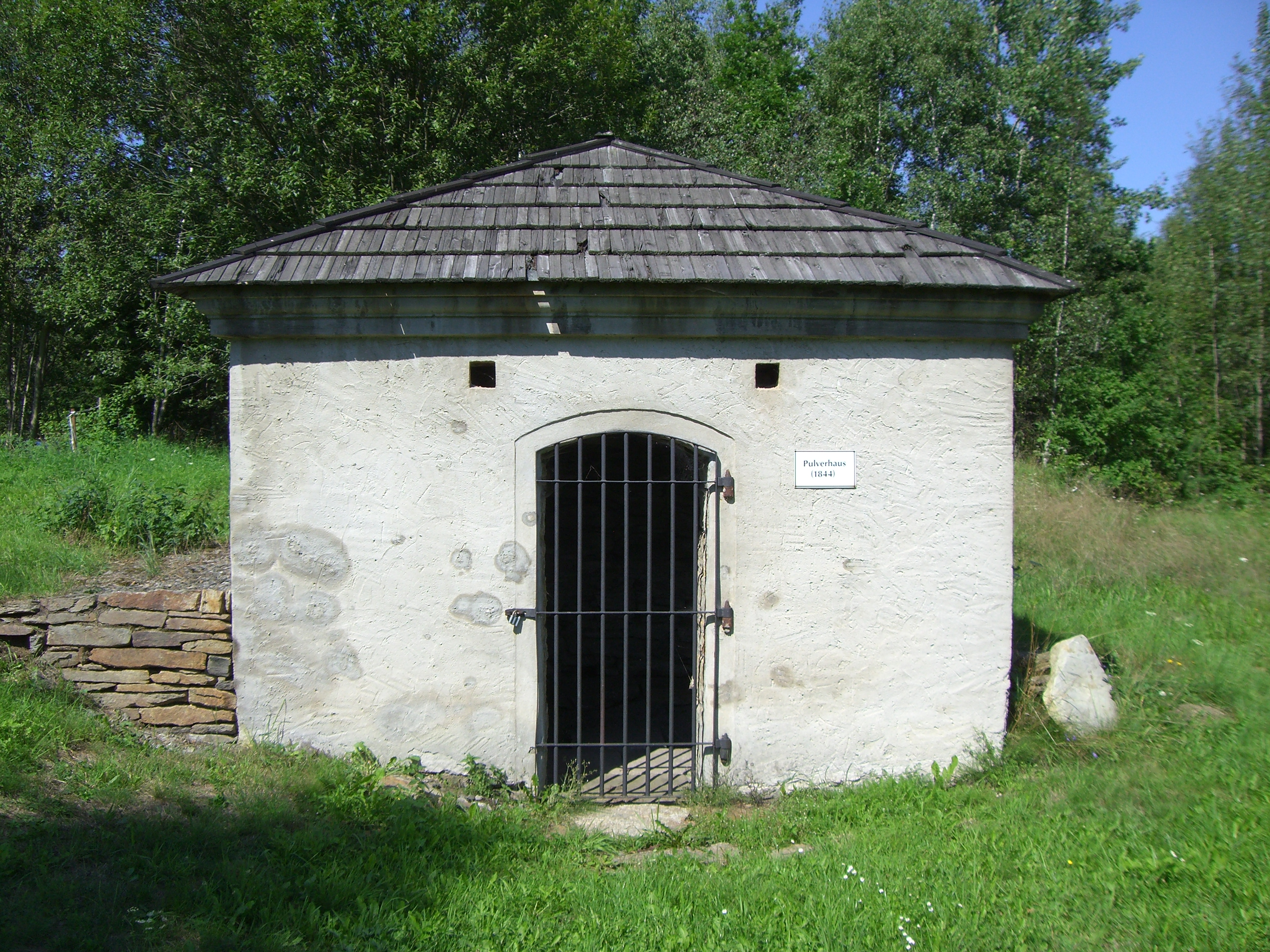
Pulverhaus, 7. Lichtloch
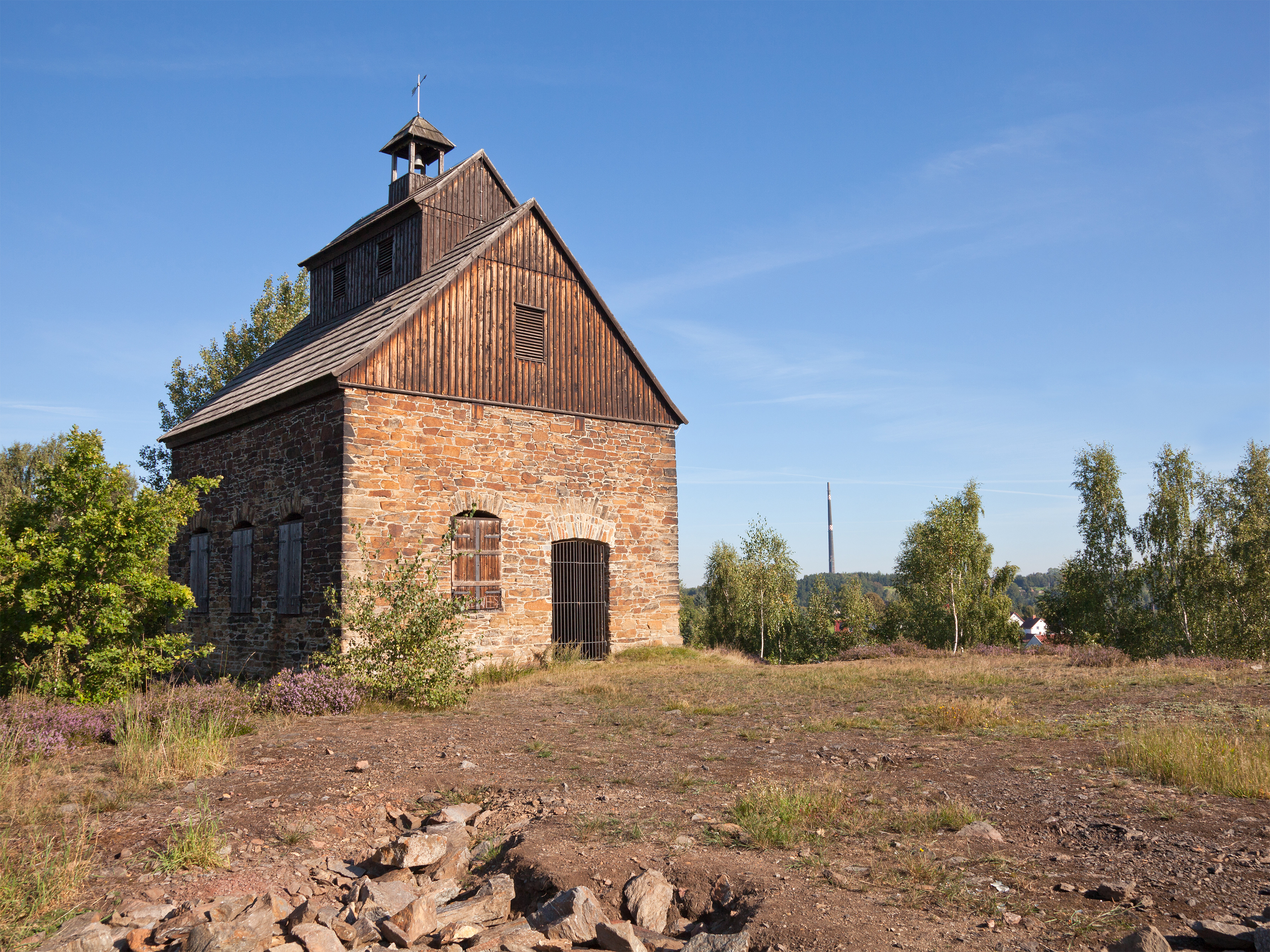
Treibehaus der Grube Oberes Neues Geschrei
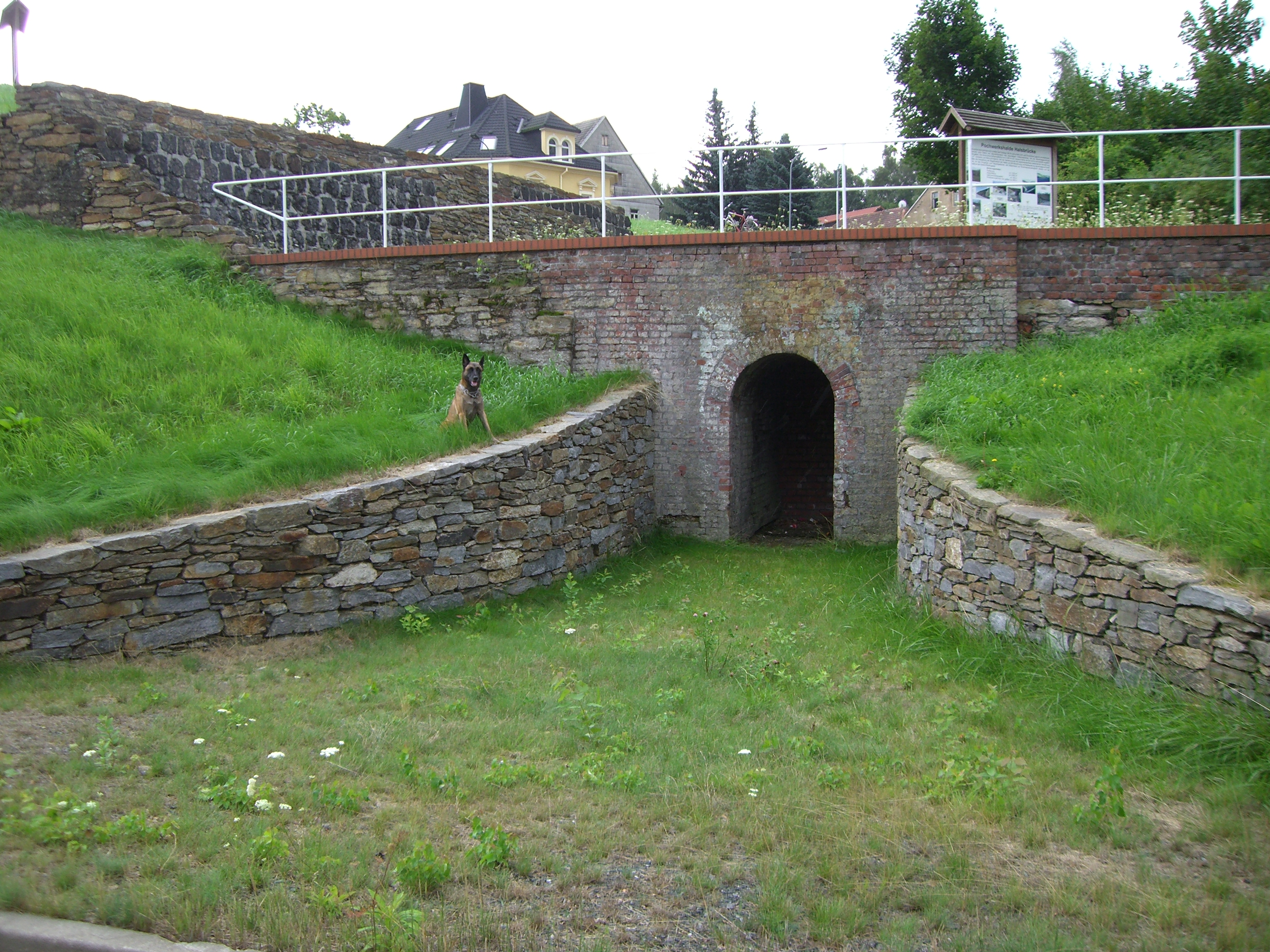
Eingang zum Rauchkanal der Hohen Esse
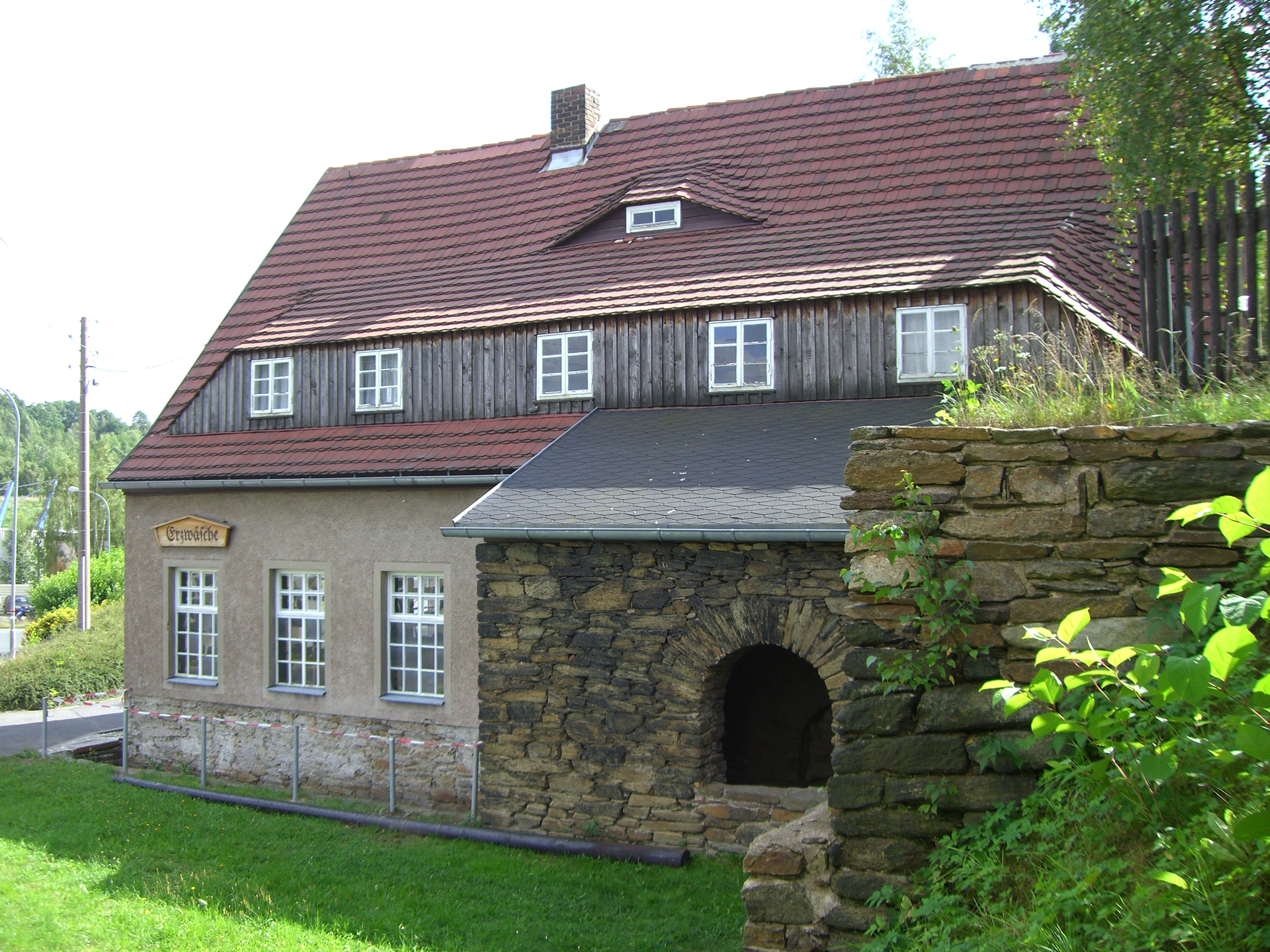
Ehemalige Erzwäsche
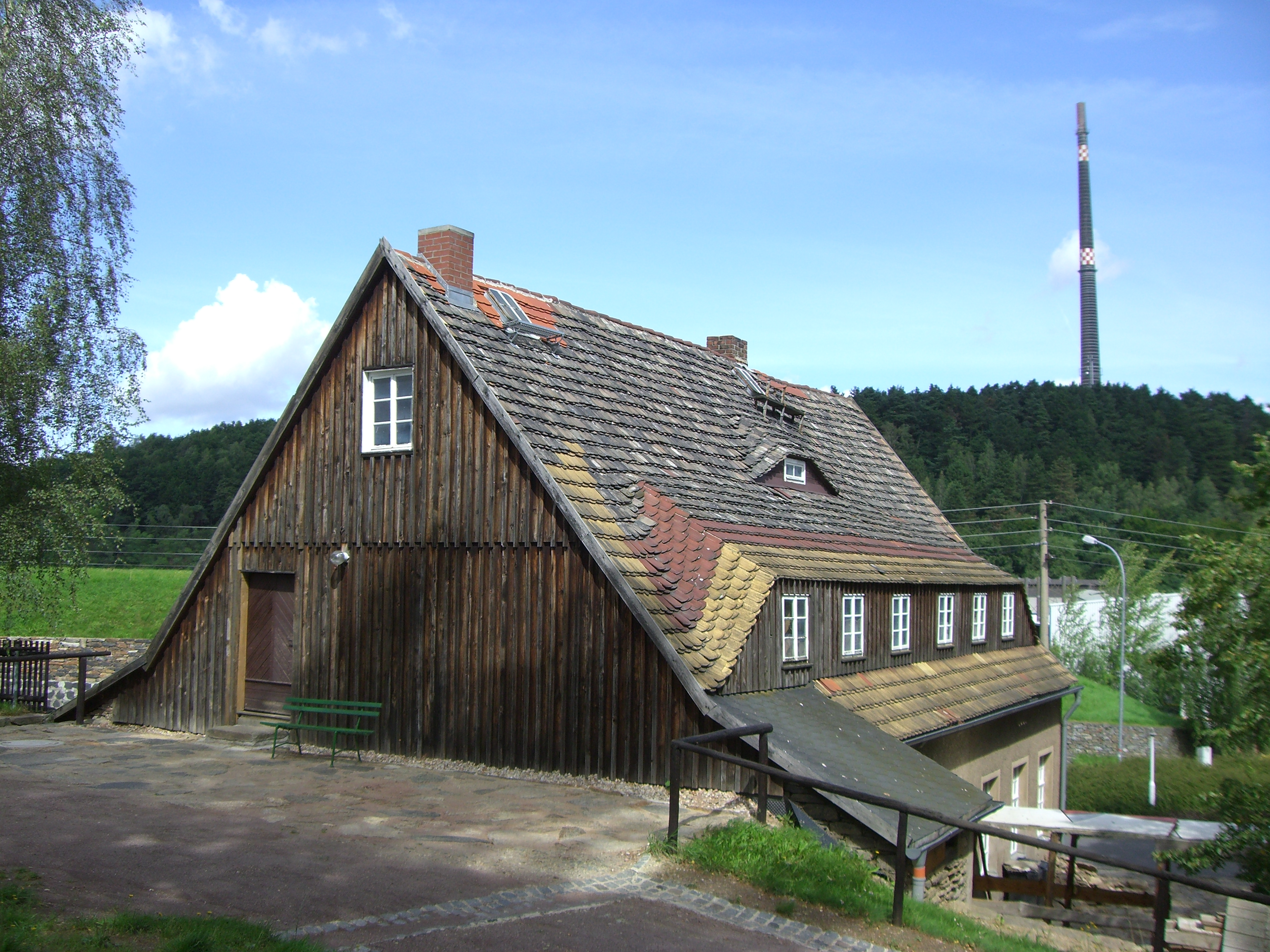
Blick von der Erzwäsche zur Hohen Esse
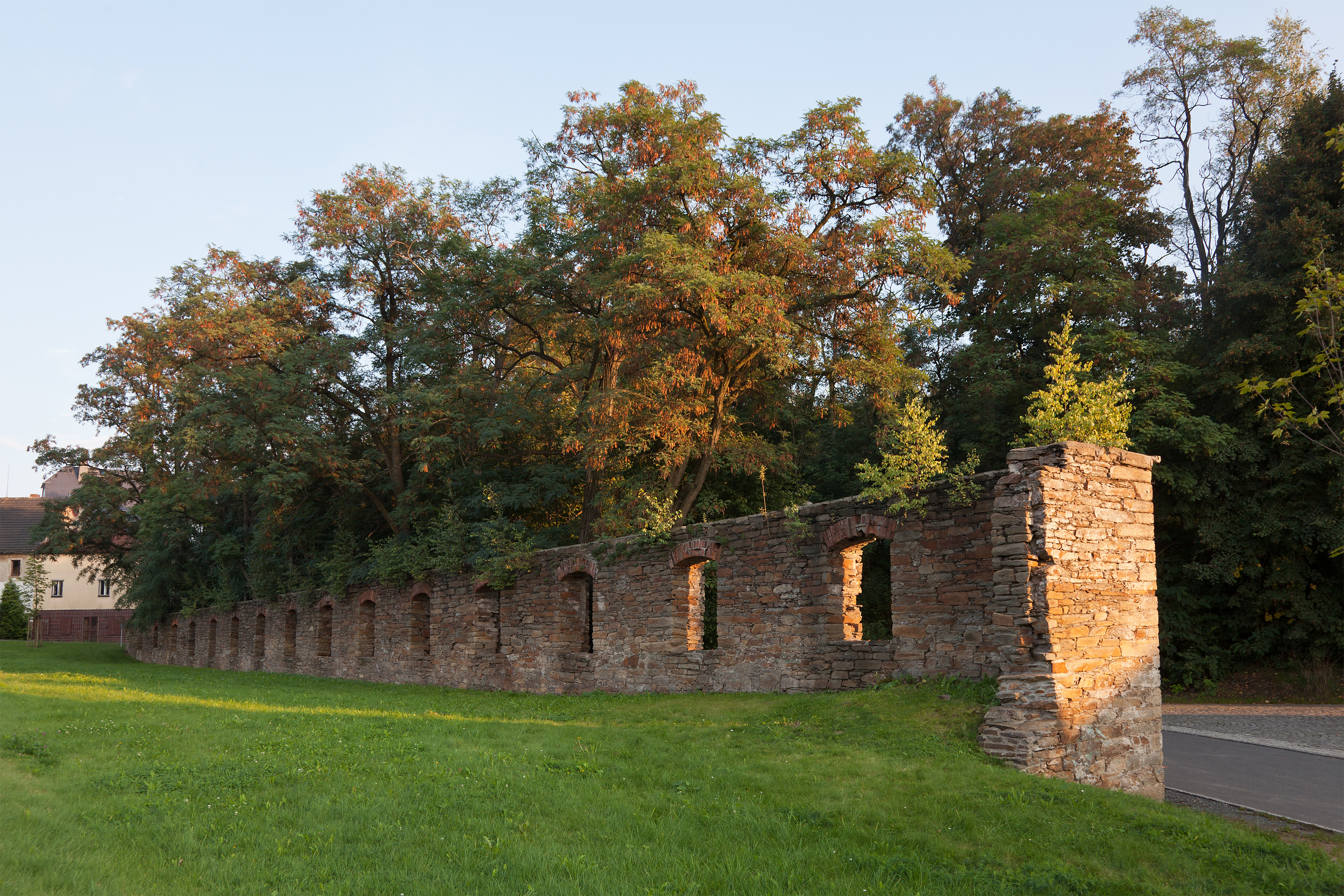
Bauwerksrest Schmelzhütte Halsbrücke

Der Rothschönberger Stolln, von 1844 bis 1877 gebaut, mit seinen Verzweigungen über 50 km lang, war das bedeutendste wasserwirtschaftliche Werk des Freiberger Bergbaus zur Ableitung der Grubenwässer.
Der Rote Graben, um 1613 angelegt, ist der bekannteste Kunstgraben. Er diente der Zuführung von Aufschlagwasser für den Betrieb der Hütte, der Erzwäsche sowie der Kunst- und Kehrräder.
Die Erzwäsche der Grube Oberes Neues Geschrei, mit Radkammer und freigelegtem Kunstgraben wurde um 1840 erbaut.
Im Jahr 1788 wurde von Johann Friedrich Mende zu Hebung von Erzkähnen im Verlauf des Churprinzer Bergwerkskanals ein Kahnhebehaus erbaut, welches als vermutlich ältestes Schiffshebewerk der Welt gilt. Das Kahnhebehaus wurde 1868 stillgelegt.
Im Jahr 1945 wurde der VEB Bleihütte und 1961 der VEB Bergbau und Hüttenkombinat Albert Funk gegründet, aus dem 1990 die SAXONIA AG Metallhütten- und Verarbeitungswerke Freiberg hervorgegangen sind.

### Eingemeindungen
| Ehemalige Gemeinde             | Datum             | Anmerkung                             |
| ------------------------------ | ----------------- | ------------------------------------- |
| Conradsdorf                    | 1. März 1994      |                                       |
| Erlicht                        | vor 1875          | Eingemeindung nach Herrndorf          |
| Falkenberg                     | 1. Juli 1950      | Eingemeindung nach Conradsdorf        |
| Hals, Gutsbezirk               | um 1922           |                                       |
| Herrndorf                      | 1. April 1948     | Eingemeindung nach Hetzdorf           |
| Hetzdorf                       | 1. März 1994      | Eingemeindung nach Niederschöna       |
| Hutha                          | vor 1875          | Eingemeindung nach Herrndorf          |
| Krummenhennersdorf             | 1. März 1994      |                                       |
| Krummenhennersdorf, Gutsbezirk | um 1922           | Eingemeindung nach Krummenhennersdorf |
| Neubau, Gutsbezirk             | um 1922           |                                       |
| Niederschöna                   | 1. Januar 2006    |                                       |
| Niederschöna, Gutsbezirk       | um 1922           | Eingemeindung nach Niederschöna       |
| Oberschaar (mit Haida)         | 1. Juli 1950      | Eingemeindung nach Niederschöna       |
| Oberschaar, Gutsbezirk         | um 1922           | Eingemeindung nach Oberschaar         |
| Sand (mit Grüneburg)           | 1. September 1933 |                                       |
| Tuttendorf                     | 1. Juli 1950      | Eingemeindung nach Conradsdorf        |
| Wüsthetzdorf                   | 1. Januar 1887    | Eingemeindung nach Hetzdorf           |

### Einwohnerentwicklung
Stand jeweils 31. Dezember:
| 1786 bis 1925 - 1786: 19 Häusler - 1834: 1200 - 1871: 1568 - 1890: 1760 - 1910: 1414 - 1925: 1351 | 1939 bis 2000 - 1939: 2001 - 1946: 2353 - 1950: 2436 - 1964: 2941 - 1990: 1913 - 2000: 3760 |

Entwicklung der Einwohnerzahl ab 1982 (31. Dezember) mit Gebietsstand Januar 2007:
| 1982 bis 1988 - 1982: 6382 - 1983: 6331 - 1984: 6263 - 1985: 6216 - 1986: 6050 - 1987: 5974 - 1988: 5910 | 1989 bis 1995 - 1989: 5814 - 1990: 5697 - 1991: 5615 - 1992: 5567 - 1993: 5565 - 1994: 5571 - 1995: 5628 | 1996 bis 2002 - 1996: 5763 - 1997: 5840 - 1998: 5854 - 1999: 5883 - 2000: 5861 - 2001: 5783 - 2002: 5733 | 2003 bis 2013 - 2003: 5731 - 2004: 5655 - 2005: 5599 - 2006: 5572 - 2007: 5539 - 2012: 5263 - 2013: 5213 |

Quelle: Statistisches Landesamt des Freistaates Sachsen
1933 wurde Sand nach Halsbrücke eingemeindet. 1994 erfolgte der Zusammenschluss mit Conradsdorf und Krummenhennersdorf zur Landgemeinde Halsbrücke.
Am 1. Januar 2006 erfolgte die Eingemeindung von Niederschöna, demzufolge die Gemeinde Niederschöna und deren Ortsteile Hetzdorf, Oberschaar, Haida und Erlicht Ortsteile der Gemeinde Halsbrücke wurden.

### Gedenkstätten
- Grabstätten auf dem Friedhof des Ortsteiles Conradsdorf für vier unbekannte KZ-Häftlinge, die bei einem Todesmarsch der Außenlager Leipzig und Colditz des KZ Buchenwald im April 1945 von SS-Männern ermordet wurden.
- Grabstätten auf dem gleichen Friedhof für zwei Wehrmachtssoldaten, davon ein namentlich bekannter, die wegen Fahnenflucht im April 1945 hingerichtet wurden.
- Grabstätte, Gedenkstein und Plastik Der Leidende des Bildhauers Harald Stephan von 1976 auf dem Friedhof des Ortsteiles Krummenhennersdorf zur Erinnerung an 16 ermordete KZ-Häftlinge.
- Grabstätte mit zwei Grabsteinen auf dem Friedhof des Ortsteiles Niederschöna zur Erinnerung an ein unbekanntes 15-jähriges jüdisches Mädchen aus einem Gefangenentransport aus Glogau sowie an den polnischen Zwangsarbeiter Stanislaw Cupiekarz, die beide Opfer von Zwangsarbeit wurden.

## Kultur und Sehenswürdigkeiten

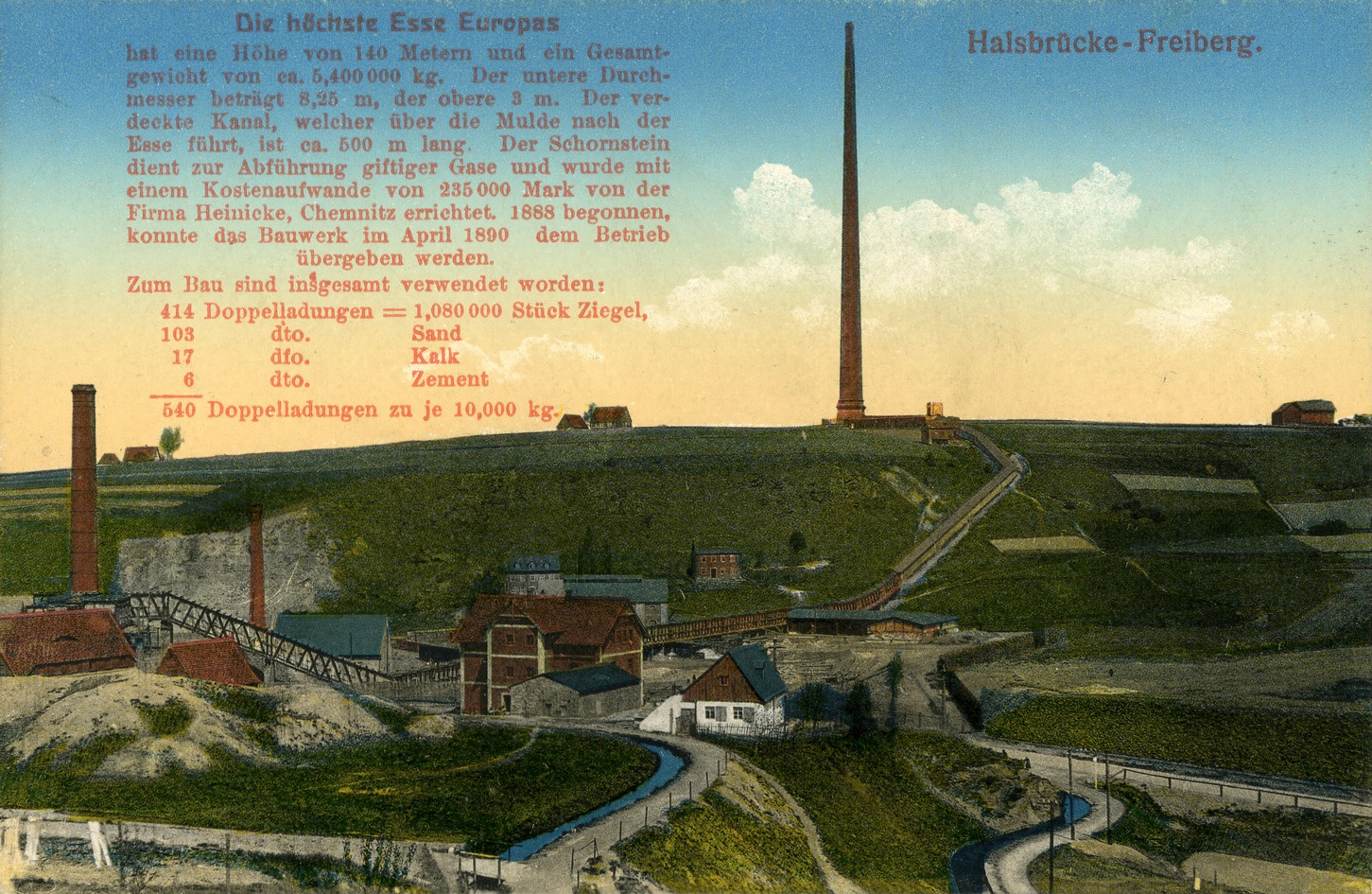
Postkarte (1913) mit Informationen zum höchsten Schornstein Europas

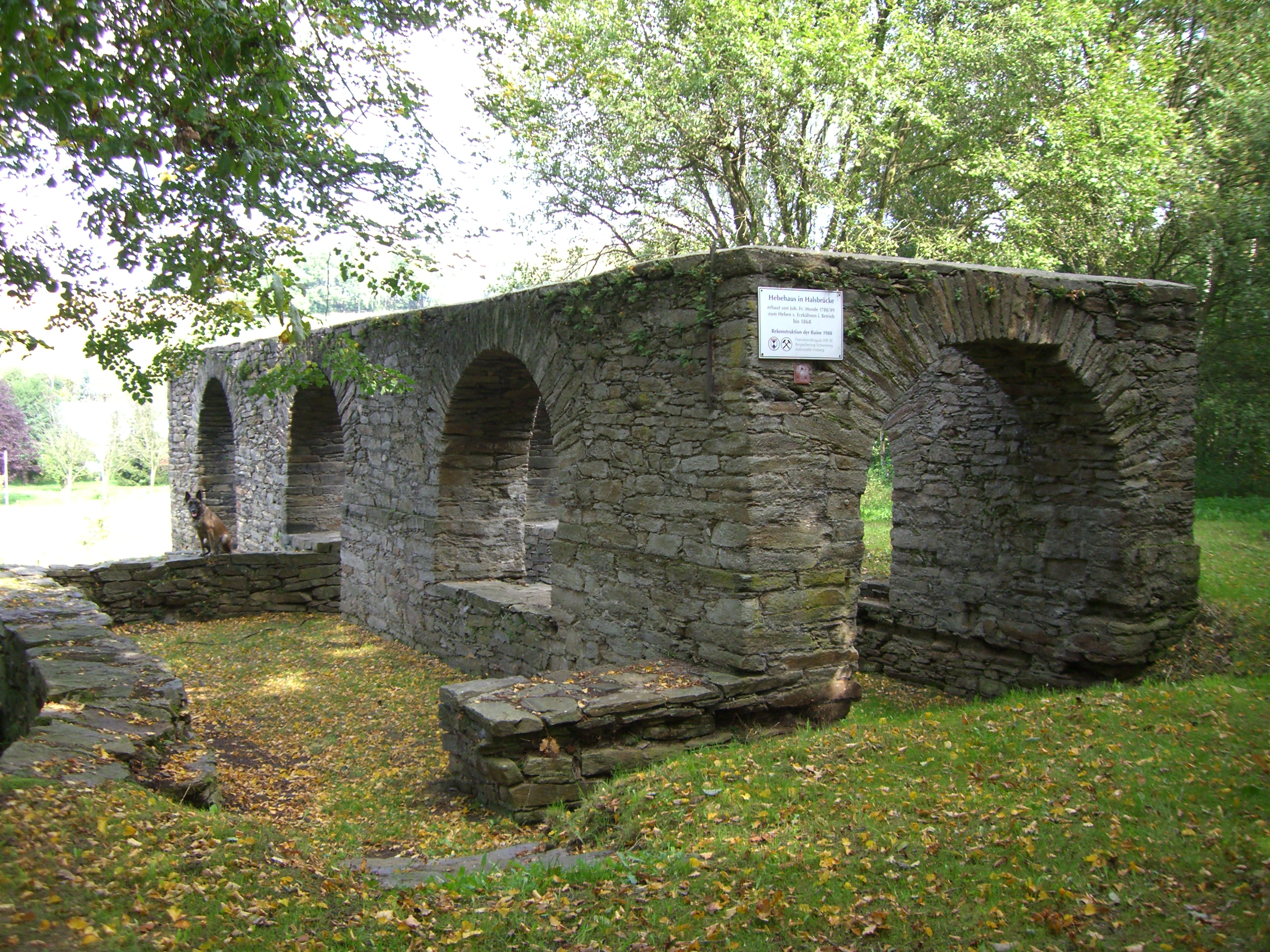
Hebehaus in Halsbrücke erbaut von Fr. Mende 1788/89 zum Heben von Erzkähnen, in Betrieb bis 1868. Rekonstruktion der Ruine 1988.

Halsbrücke ist bekannt durch seine Erzverhüttung, Bunt- und Edelmetallurgie und den 1888/1889 erbauten, ehemals höchsten Schornstein der Welt, die sogenannte Hohe Esse mit einer Höhe von 140 m. Der Schornstein wurde bereits in Kenntnis der Umweltverschmutzung mit dem Zweck gebaut, giftige Rauchgase in höhere Luftschichten abzuleiten. In den ehemaligen Industrieanlagen sind mehrere technische Denkmäler vorhanden. Zudem befinden sich in der Nähe des Ortes ein ehemaliges Kahnhebehaus der historischen Montanwirtschaft im Freiberger Bergbaugebiet, das vermutlich erste Schiffshebewerk der Welt, ferner die Altväterbrücke, der Parallelbau eines um 1685 daneben errichteten und 1893 gesprengten Aquäduktes sowie Lichtlöcher des Rothschönberger Stollns. In Halsbrücke wurden verschiedene metallurgische Technologien praktiziert und weiterentwickelt. Das bekannteste Verfahren ist die Gewinnung von Gold mit dem Amalgamierverfahren.

## Politik

### Gemeinderat
Nach der Gemeinderatswahl am 9. Juni 2024 verteilen sich die 16 Sitze des Gemeinderates folgendermaßen:
- AfD: 5 Sitze
- CDU: 4 Sitze
- Freie Wählervereinigung: 2 Sitze
- Regionalbauernverband Erzgebirge e. V.: 2 Sitze
- Bündnis MitWirkung: 2 Sitze
- Linke: 1 Sitz

| Gemeinderat ab 2024Insgesamt 16 Sitze - Linke: 1 - BMW: 2 - FWV: 2 - RBV: 2 - CDU: 4 - AfD: 5 | Liste                                  | 2024   | 2024   | 2019   | 2019   | 2014   | 2014   |
| Gemeinderat ab 2024Insgesamt 16 Sitze - Linke: 1 - BMW: 2 - FWV: 2 - RBV: 2 - CDU: 4 - AfD: 5 | Liste                                  | Sitze  | in %   | Sitze  | in %   | Sitze  | in %   |
| Gemeinderat ab 2024Insgesamt 16 Sitze - Linke: 1 - BMW: 2 - FWV: 2 - RBV: 2 - CDU: 4 - AfD: 5 | AfD                                    | 5      | 32,5   | 4      | 24,8   | –      | –      |
| Gemeinderat ab 2024Insgesamt 16 Sitze - Linke: 1 - BMW: 2 - FWV: 2 - RBV: 2 - CDU: 4 - AfD: 5 | CDU                                    | 4      | 25,9   | 5      | 30,7   | 7      | 39,9   |
| Gemeinderat ab 2024Insgesamt 16 Sitze - Linke: 1 - BMW: 2 - FWV: 2 - RBV: 2 - CDU: 4 - AfD: 5 | Freie Wählervereinigung                | 2      | 14,9   | 4      | 20,8   | 4      | 24,8   |
| Gemeinderat ab 2024Insgesamt 16 Sitze - Linke: 1 - BMW: 2 - FWV: 2 - RBV: 2 - CDU: 4 - AfD: 5 | Regionalbauernverband Erzgebirge e. V. | 2      | 12,1   | 2      | 14,3   | 3      | 18,8   |
| Gemeinderat ab 2024Insgesamt 16 Sitze - Linke: 1 - BMW: 2 - FWV: 2 - RBV: 2 - CDU: 4 - AfD: 5 | Bündnis MitWirkung                     | 2      | 10,0   | –      | –      | –      | –      |
| Gemeinderat ab 2024Insgesamt 16 Sitze - Linke: 1 - BMW: 2 - FWV: 2 - RBV: 2 - CDU: 4 - AfD: 5 | Linke                                  | 1      | 4,6    | 1      | 9,4    | 2      | 12,1   |
| Gemeinderat ab 2024Insgesamt 16 Sitze - Linke: 1 - BMW: 2 - FWV: 2 - RBV: 2 - CDU: 4 - AfD: 5 | SPD                                    | –      | –      | –      | –      | –      | 4,4    |
| Gemeinderat ab 2024Insgesamt 16 Sitze - Linke: 1 - BMW: 2 - FWV: 2 - RBV: 2 - CDU: 4 - AfD: 5 | Wahlbeteiligung                        | 75,4 % | 75,4 % | 70,4 % | 70,4 % | 53,7 % | 53,7 % |

### Bürgermeister
Im August 2012 endete die 22-jährige Amtszeit von Bürgermeister Jörg Kiehne (CDU). Im Juni 2012 wurde Andreas Beger (CDU) mit 96,3 % der Stimmen zu seinem Nachfolger gewählt. Bei der Wahl am 1. September 2019 wurde er bei einer Wahlbeteiligung von 75,0 Prozent mit 86,6 % der gültigen Stimmen in seinem Amt als hauptamtlicher Bürgermeister bestätigt. Beger gab sein Amt zum 28. Februar 2025 mit 66 Jahren aus Gesundheitsgründen auf. Bei der Wahl 2025 wurde Sebastian Thümmler (CDU) mit 40,9 % im zweiten Wahlgang gewählt. Die Wahl wurde von mehreren Personen angefochten.
| Wahl | Bürgermeister      | Vorschlag | Wahlergebnis (in %) |
| ---- | ------------------ | --------- | ------------------- |
| 2001 | Jörg Kiehne        | CDU       | 98,1                |
| 2008 | Jörg Kiehne        | CDU       | 98,6                |
| 2012 | Andreas Beger      | CDU       | 96,3                |
| 2019 | Andreas Beger      | CDU       | 86,6                |
| 2025 | Sebastian Thümmler | CDU       | 40,9                |

### Wappen, Flagge, Dienstsiegel

#### Wappen
| Wappen von Halsbrücke | Blasonierung: „Gespalten in Silber über grünem Schildfuß mit drei bogenförmigen Durchbrüchen, vorn ein bedachtes grünes Haus mit drei bogenförmigen schwarzen Fensteröffnungen und zwei Dachreitern übereinander, darüber gekreuzt schwarze Schlägel mit Eisen; hinten ein ringförmig abgesetzter grüner Schornstein auf einem Sockel mit bogenförmiger schwarzer Öffnung und seitlich zum Spalt herausragender grüner Stab, zum Spalt beigestellt ein schwarzes Hüttengezähe (Kratze, Forkel und Stecheisen).“ |
| Wappen von Halsbrücke | Das Wappen wurde 2012 vom Kommunalheraldiker Jörg Mantzsch gestaltet. Es zeigt die namensgebende Brücke, die Hohe Esse (das Wahrzeichen von Halsbrücke) mit Rauchgaskanal und das Treibehaus der Grube Oberes Neues Geschrei samt Bergbau- und Hüttensymbol. Das Wappen ist in dieser Ausführung seit 2012 gültig. |

#### Flagge

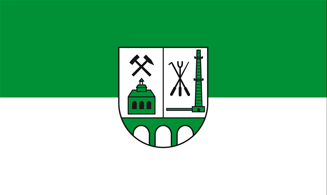
Flagge

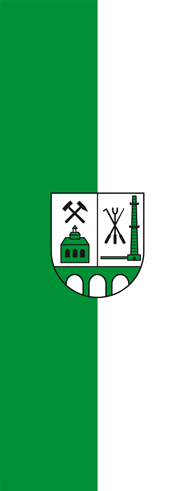
Banner

Beschreibung: „Die Flagge von Halsbrücke ist eine zweistreifige Flagge, deren linker (mastseitiger) Streifen grün und deren rechter Streifen weiß bei der längsgestreiften Flagge sind (1:1). Bei der quergestreiften Flagge ist der obere Streifen grün und der untere Streifen weiß (1:1). Mittig aufgesetzt ist das Wappen.“

#### Dienstsiegel
Im Dienstsiegel von Halsbrücke befindet sich das amtliche Wappen.

## Wirtschaft und Infrastruktur
Die Gemeinde hat zwei Gewerbegebiete: Das Gewerbegebiet Schwarze Kiefern im Ortsteil Tuttendorf und das Gewerbegebiet Zu den Linden im Ortsteil Niederschöna an der B 173 in der Nähe der Milchviehanlage der Agrargenossenschaft Niederschöna.
Wichtige Unternehmen in Halsbrücke sind die SAXONIA Holding GmbH (Rückgewinnung von Edelmetallen und Herstellung von Edelmetallprodukten), die SAXONIA Galvanik GmbH sowie die SAXONIA EuroCoin GmbH (Herstellung von Rohlingen für Münzen und Medaillen). Die Feinhütte Halsbrücke GmbH ist hauptsächlich spezialisiert auf die Produktion von Legierungen aus Zinn, Blei und Antimon. Die Freiberger Silicium- und Targetbearbeitung GmbH in Halsbrücke, Ortsteil Tuttendorf stellt Targets und Formteile aus Silicium her.
Im Ortsteil Hetzdorf befindet sich seit 1997 die Klinik am Tharandter Wald – Rehabilitationsklinik für Orthopädie, Unfallchirurgie, Neurologie, Kardiologie/Innere Medizin. Dort befindet sich auch das 1995 eröffnete solarbeheizbare Freizeit- und Erlebnisbad Sumpfmühle.

### Bildungseinrichtungen
In der Gemeinde Halsbrücke befinden sich zwei Grundschulen, eine in Halsbrücke und eine in Niederschöna. Die Oberschule befindet sich im Ortsteil Halsbrücke. Die SAXONIA-BILDUNG Gemeinnützige Bildungsgesellschaft mbH in Halsbrücke bietet hauptsächlich Erstausbildung, Umschulung und Weiterbildung an.
Die Gemeindeteile Halsbrücke, Tuttendorf und Niederschöna haben eine Kindertagesstätte.
Büchereien befinden sich in den Ortsteilen Conradsdorf, Halsbrücke, Hetzdorf und Niederschöna.

### Verkehr

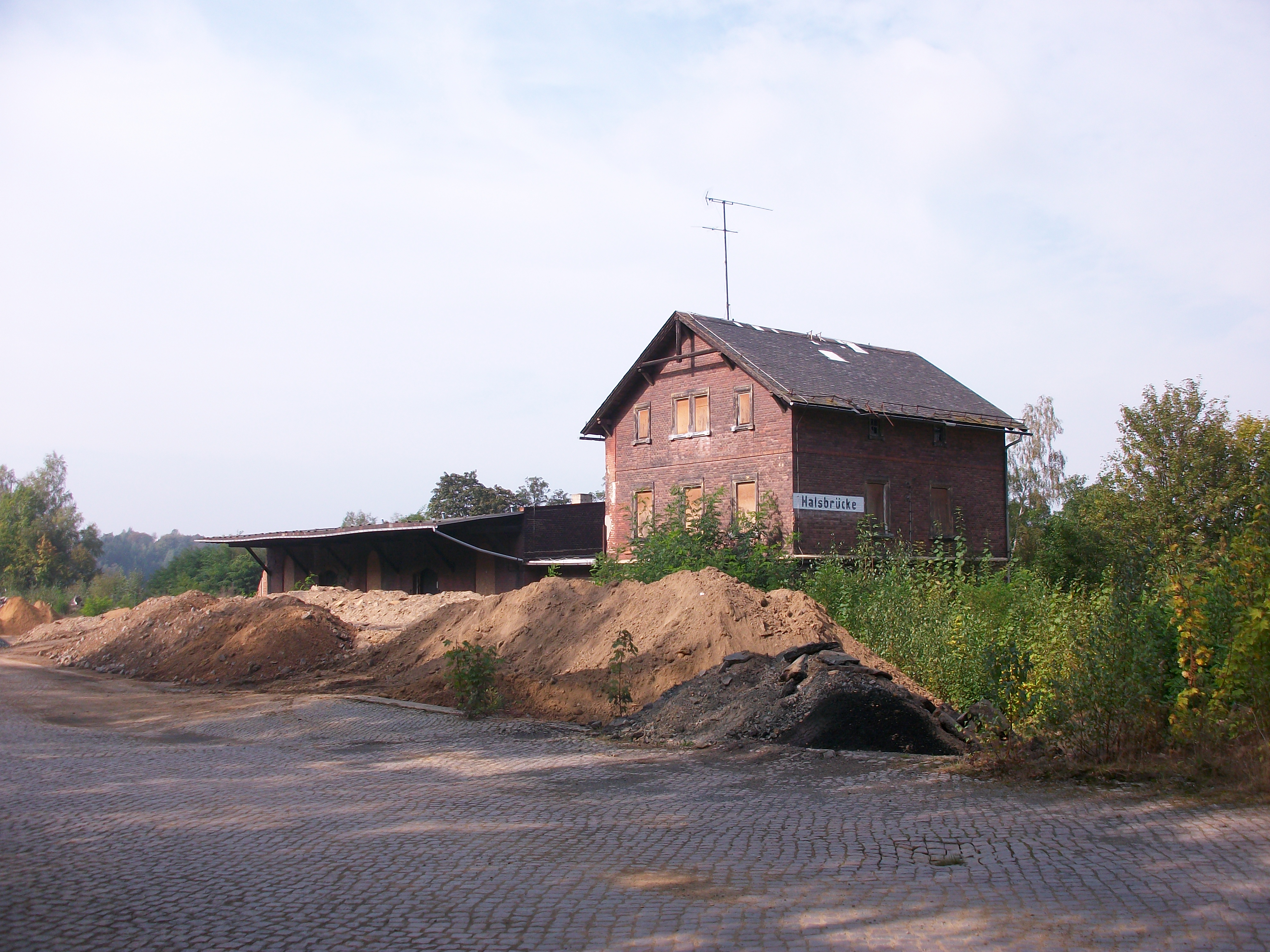
Bahnhof Halsbrücke (2016)

Die Gemeinde Halsbrücke ist überregional an die B 101 und die B 173 angeschlossen und sowohl aus Richtung Dresden als auch aus Richtung Freiberg gut erreichbar. Die Ortsteile der Gemeinde sind dem Netz des öffentlichen Personennahverkehrs angeschlossen.
Die 1890 eröffnete Strecke aus Freiberg ist seit 1995 stillgelegt, die nächste Station ist heute der Freiberger Bahnhof.

### Vereine
Sportverein des Ortes ist der VfB Saxonia Halsbrücke. Neben Fußball bietet der Verein die Sportarten Volleyball, Leichtathletik und Gymnastik an.

## Persönlichkeiten
- Albrecht I., der Stolze (* 1158; † 24. Juni 1195 in Krummenhennersdorf), Markgraf von Meißen
- Johann Friedrich Henckel (* 1. August 1678 in Merseburg; † 26. Januar 1744 in Freiberg), Arzt, Mineraloge, Metallurg und Chemiker, regte das Schlackenbad Halsbrücke an, Arbeiten über Bergsucht (Tuberkulose) und Hüttenkatze (Bleikrankheit)
- Christlieb Ehregott Gellert (* 11. August 1713 in Hainichen; † 18. Mai 1795 in Freiberg), Metallurg und Mineraloge, Einführung des europäischen Fässeramalgamierens der Silbererze auf der Halsbrücker Hütte
- Johann Christian Fischer (* um 1733 in Conradsdorf oder Freiburg im Breisgau; † 29. April 1800 in London), Komponist und Oboist
- Johann Friedrich Mende (* 3. Oktober 1743 in Lebusa; † 1. Juli 1798 in Freiberg), Maschinenbauer, errichtete 1788 in Halsbrücke zur Hebung von Erzkähnen das vermutlich älteste Schiffshebewerk der Welt
- Wilhelm August Lampadius (* 8. August 1772 in Hehlen; † 13. April 1842 in Freiberg), Hüttentechniker, Chemiker und Agronom, errichtete 1815 die erste europäische Leuchtgasanstalt in Halsbrücke
- Ferdinand Reich (* 19. Februar 1799 in Bernburg; † 27. April 1882 in Freiberg), Chemiker und Physiker, Forschungen zum Hüttenrauch – Apparatur zur Bestimmung von schwefelsauren Gasen in der Luft
- Carl Eduard Schubert (* 31. Oktober 1830 in Halsbrücke; † 11. Januar 1900 in Reichenbach im Vogtland), Orgelbauer
- Richard Ulbricht (* 9. September 1834 in Tuttendorf; † 10. Februar 1907 in Loschwitz), Agrikulturchemiker
- Eugen Käferstein (* 6. Januar 1835 in Crimmitschau; † 9. November 1875 in Conradsdorf), Rittergutsbesitzer und konservativer Politiker
- Alfred Lange (* 18. Januar 1906 in Halsbrücke; † 26. Februar 1968 in Freiberg), Metallurg